# Cederhoutmos
Cederhoutmos (Lophozia bicrenata) is een soort uit het geslacht trapmos (Lophozia).

## Determinatie
Cederhout vormt kleine, groene matten met vaak ook roodachtige, gele tot bruine tinten. De roodachtige broedkorrels en de liggende takken onderscheiden het cederhoutmos van het er overigens wel op gelijkende duintrapmos  (Lophozia excisa). Verse planten ruiken naar cederhout.

## Ecologie
Cederhoutmos is vooral te vinden op zand, veen en humus; zelden wordt de soort ook op verweerd graniet aangetroffen. Tot de meest typische standplaatsen behoren steilkanten in bossen en heiden, boswallen, greppelkanten en bermen. Cederhoutmos groeit gemiddeld droger dan de meeste andere soorten uit het geslacht trapmos.

## Verspreiding en trend
In Nederland komt cederhoutmos zeldzaam voor. Het staat op de rode lijst in de categorie 'bedreigd'. Cederhoutmos gaat onmiskenbaar achteruit, hoewel de soort bij de intensieve inventarisaties rond Eindhoven in veel atlasblokken is aangetroffen. De achteruitgang van deze in 2007 zeldzaam geworden soort is zoals bij meer soorten waarschijnlijk vooral veroorzaakt door vergrassing en verruiging van het biotoop, dus indirect door stikstofdepositie. 